# Serrat de Collbeix
El Serrat de Collbeix és una muntanya de 464 metres que es troba entre els municipis de Vila-rodona a l'Alt Camp i el Montmell al Baix Penedès.